# Esnault-Pelterie R.E.P. 1
Die Esnault-Pelterie R.E.P. 1 war ein frühes französisches Flugzeug aus dem Jahr 1907.

## Geschichte
Der Franzose Robert Esnault-Pelterie konstruierte mit diesem Typ sein erstes Motorflugzeug. Die Maschine war ein Eindecker mit Zugpropeller, der am 22. Oktober 1907 auf einem Feld bei Buc erstmals flog.
Die R.E.P. 1 besaß kein Seitenleitwerk, negative V-Stellung der weitgespannten Flügel (mit Stützrädern am Tragflächenende) und hatte sehr schlechte Seiten- und Längsstabilität, da der Konstrukteur auf ein Seitenleitwerk verzichtete und die Quersteuerung über Tragflächenverwindung erfolgte – allerdings nur nach unten. Das Triebwerk war nicht ganz ausgereift und kämpfte vor allem mit Kühlproblemen. Der weiteste Flug ging über 1500 Meter. Ein Jahr später wurde der Nachfolger, die R.E.P. 2 konstruiert; diesmal besaß die Maschine ein Seitenleitwerk.
Esnault-Pelterie gründete die Firma R.E.P, die später Eindecker für die französischen und türkischen Fliegertruppen im Ersten Weltkrieg lieferte.

## Technische Daten
| Kenngröße        | Daten Esnault-Pelterie R.E.P. 1                             |
| ---------------- | ----------------------------------------------------------- |
| Besatzung        | 1                                                           |
| Länge            | 6,9 m                                                       |
| Spannweite       | 9,60 m                                                      |
| Flügelfläche     | 18 m²                                                       |
| Flügelstreckung  | 5,1                                                         |
| Leermasse        | 200 kg                                                      |
| Dienstgipfelhöhe | 35 m                                                        |
| Antrieb          | ein luftgekühlter R.E.P.-7-Zylinder-Motor mit 35 PS (26 kW) |
| Motormasse       | 47 kg                                                       |
| Propeller        | vierflügelige Luftschraube                                  |